# Ryūji Miura
Ryūji Miura (japanisch 三浦 龍司 Miura Ryūji; * 11. Februar 2002 in Hamada) ist ein japanischer Mittel- und Langstreckenläufer, der sich auf den Hindernislauf spezialisiert hat.

## Werdegang
Miura begann zu Grundschulzeiten mit der Leichtathletik, ab der Mittelschule begann er sich auf Mittel- und Langstrecken zu spezialisieren. Danach besuchte er die Rakunan-Oberschule in Kyoto, an der er mit dem Hindernislaufen begann. Nachdem er bereits 2018 mit 8:46,56 min einen japanischen U18-Rekord über 3000 Meter Hindernis aufgestellt hatte, siegte er im Folgejahr bei den U18-Asienmeisterschaften in Hongkong über 2000 Meter Hindernis in 5:42,35 min. Im April desselben Jahres verbesserte er den dreißig Jahre alten japanischen Oberschulrekord im 3000-Meter-Hindernislauf um fünf Sekunden auf 8:39,49 min. 2020 begann er ein Studium der Sportwissenschaft an der Juntendo-Universität, für dessen Universitätsteam er an den populären Ekiden-Rennen teilnimmt. Im Juli 2020 verfehlte er bei einem Meeting in Chitose als Sieger in 8:19,37 min den japanischen Hindernisrekord nur um 0,44 s, stellte aber einen japanischen U20- und Universitätsrekord auf. Im Oktober gab er beim Qualifikationsrennen für den Hakone Ekiden sein Debüt über die Halbmarathondistanz und verbesserte auf Anhieb in 1:01:41 h die asiatische U20-Bestleistung seines Landmanns Suguru Ōsako um sechs Sekunden.
Im Februar 2021 siegte Miura bei den japanischen Meisterschaften im Crosslauf. Beim Olympia-Testwettbewerb Ready Steady Tokyo - Athletics im Mai gewann er in seiner Spezialdisziplin in 8:17,46 min, womit er den bisher von Yoshitaka Iwamizu gehaltenen Nationalrekord brach. Diese Zeit steigerte er bei den japanischen Meisterschaften trotz eines Sturzes am vorletzten Wassergraben weiter auf 8:15,99 min. Damit qualifizierte er sich auch für die 2021 ausgetragenen Olympischen Spiele 2020 in seinem Heimatland, bei denen er als Vorlaufszweiter in 8:09,92 min ein weiteres Mal Nationalrekord lief. Im Finale platzierte er sich mit 8:16,90 min auf Rang sieben.
2022 siegte er in 13:32,42 min über 5000 Meter beim Mikio Oda Memorial Athletics Meet und siegte in 8:22,25 min beim Seiko Golden Grand Prix im Hindernislauf. Im Juli schied er bei den Weltmeisterschaften in Eugene mit 8:21,80 min in der Vorrunde aus. Im Jahr darauf siegte er in 8:19,07 min beim Seiko Golden Grand Prix und wurde beim Meeting de Paris in 8:09,91 min Zweiter, ehe er bei den Weltmeisterschaften in Budapest mit 8:13,70 min im Finale den sechsten Platz belegte. 2024 gelangte er bei den Olympischen Sommerspielen in Paris mit 8:11,72 min im Finale auf den achten Platz.
In den Jahren von 2021 bis 2023 wurde Miura japanischer Meister im 3000-Meter-Hindernislauf.

## Persönliche Bestzeiten
- 1500 Meter: 3:36,59 min, 9. April 2022 in Kumamoto
- 3000 Meter: 7:47,98 min, 30. Juni 2022 in Stockholm
- 5000 Meter: 13:26,78 min, 14. Juli 2021 in Kitami
- 3000 Meter Hindernis: 8:09,91 min, 9. Juni 2023 in Paris (japanischer Rekord)
- Halbmarathon: 1:01:41 h, 17. Oktober 2020 in Tachikawa (U20-Asienbestleistung)